# Кошиц, Константин Михайлович
Константин Михайлович Ко́шиц (1903 — 1959) — советский геолог, петрограф, лауреат Сталинской премии второй степени.

## Биография
Родился 10 (23 декабря) 1903 года в Сестрорецке (ныне Ленинградская область). Сын заведующего Сестрорецким лесничеством и балерины Мариинского театра.
Учился сначала в Петербурге в гимназии имени Петра Великого, а потом в Архангельске, куда был временно переведён на работу его отец. Семья вернулась в Петроград в 1920 году.
В 1920—1922 годы работал делопроизводителем в горсовете. В 1929 году окончил геолого-почвенный факультет ЛГУ по специальности геолог-петрограф.
С 1930 года — геолог, в 1933—1937, 1940—1941 годы — начальник Енского поискового отряда Ленинградского геологического треста.
Первооткрыватель и исследователь Енского (Ковдорского) месторождения магнитных руд (1933—1935), исследователь Енского месторождения мусковита.
В 1937—1940 годы на службе в РККА, участник войны с Финляндией, артиллерист, младший лейтенант.
С июля 1941 года — командир взвода, с 1943 — майор, начальник штаба артиллерии 104-й стрелковой дивизии; с осени 1944 — начальник штаба артиллерии корпуса 19-й армии (Карельский, 3-й Украинский фронты). Демобилизовался 7 декабря 1945 года в звании подполковника. Член ВКП(б) с 1942 года.

С января 1946 года ассистент, с 1952 года старший преподаватель ЛГУ, вёл практические занятия по петрографии.
Начиная с 1949 года тяжело болел, умер от повторного инфаркта 20 сентября 1959 года. Его именем в 1965 году названа одна из улиц города Ковдор.

## Признание
- Сталинская премия второй степени (1948) — за открытие крупных железорудных месторождений на Кольском полуострове, обеспечивших создание сырьевой железорудной базы для северо-западной чёрной металлургии
- два ордена Отечественной войны II степени (16.10.1944, 18.4.1945)
- медаль «За оборону Советского Заполярья»
- медаль «За победу над Германией в Великой Отечественной войне 1941—1945 гг.»